# Leptomantellidae
Leptomantellidae – rodzina modliszek z podrzędu Eumantodea i nadrodziny Nanomantoidea.

## Morfologia
Modliszki osiągające niewielkie rozmiary. W ich ubarwieniu dominują odcienie zieleni. 
Głowa pozbawiona jest wyrostka ciemieniowego, ma natomiast wyraźne, zaokrąglone nabrzmiałości okołooczne.
Tułów cechuje się dobrze zaznaczonymi rozszerzeniami nadbiodrowymi. Przedplecze ma smukłą formę. Zarówno u samców, jak i u samic obie pary skrzydeł są w pełni wykształcone. Błonę mają przezroczystą do prawie przejrzystej. Na spodzie zatułowia pomiędzy odnóżami tylnej pary leży pojedynczy narząd tympanalny zwany uchem cyklopowym. Chwytne odnóża pary przedniej mają wszystkie kolce mocno wydłużone. Na przednim udzie znaleźć można cztery kolce dyskoidalne, cztery kolce tylno-brzuszne oraz długie kolce płatów wierzchołkowych. Obecność czterech kolców dyskoidalnych Leptomantellidae współdzielą w obrębie nadrodziny tylko z rodzajem Epsomantis, od którego różnią się kształtem przedplecza czy mniejszą liczbą kolców tylno-brzusznych uda. Golenie przedniej pary odznaczają się kolcami tylno-brzusznymi o zróżnicowanych długościach. Pozostałe pary odnóży są kroczne, pozbawione płatów, ale czasem zaopatrzone w drobne kolce. 
Przysadki odwłokowe są zawsze krótsze niż połowa długości odwłoka, zbudowane z walcowatych członów, rzadko z członem wierzchołkowym do pewnego stopnia spłaszczonym. Genitalia samca cechują się słabo zesklerotyzowanymi fallomerami o uproszczonej budowie i rozdzielonych wyrostkach zespołu lewej strony. Brzuszny fallomer ma prawą stronę pozbawioną płata nasadowego, pierwotny wyrostek dystalny uwsteczniony i przemieszczony na stronę lewą, wtórny wyrostek dystalny najczęściej szczątkowo wykształcony, a wtórny wyrostek dystalny środkowy zazwyczaj zachowany. Na apofizie falloidalnej brak rozwidlenia czy innych modyfikacji. Lewy fallomer pozbawiony jest zaokrąglonego płata na blaszce grzbietowej.

## Rozprzestrzenienie
Przedstawiciele rodziny ograniczeni są w swym występowaniu do orientalnej części Azji. 

## Taksonomia i ewolucja
Takson ten wprowadzony został w 2019 roku przez Christiana J. Schwarza i Rogera Roya na podstawie wyników analiz filogenetycznych.
Do rodziny zalicza się 15 opisanych gatunków, sklasyfikowanych w czterech rodzajach:
- Aetaella Hebard, 1920
- Hebardia Werner, 1921
- Hebardiella Werner, 1924
- Leptomantella Uvarov, 1940

Leptomantellidae klasyfikowane są wraz z Amorphoscelidae i Nanomantidae w nadrodzinie Nanomantoidea, przy czym Amorphoscelidae i Nanomantidae są ze sobą prawdopodobnie spokrewnione bliżej niż z Leptomantellidae.